# モボ・モガ

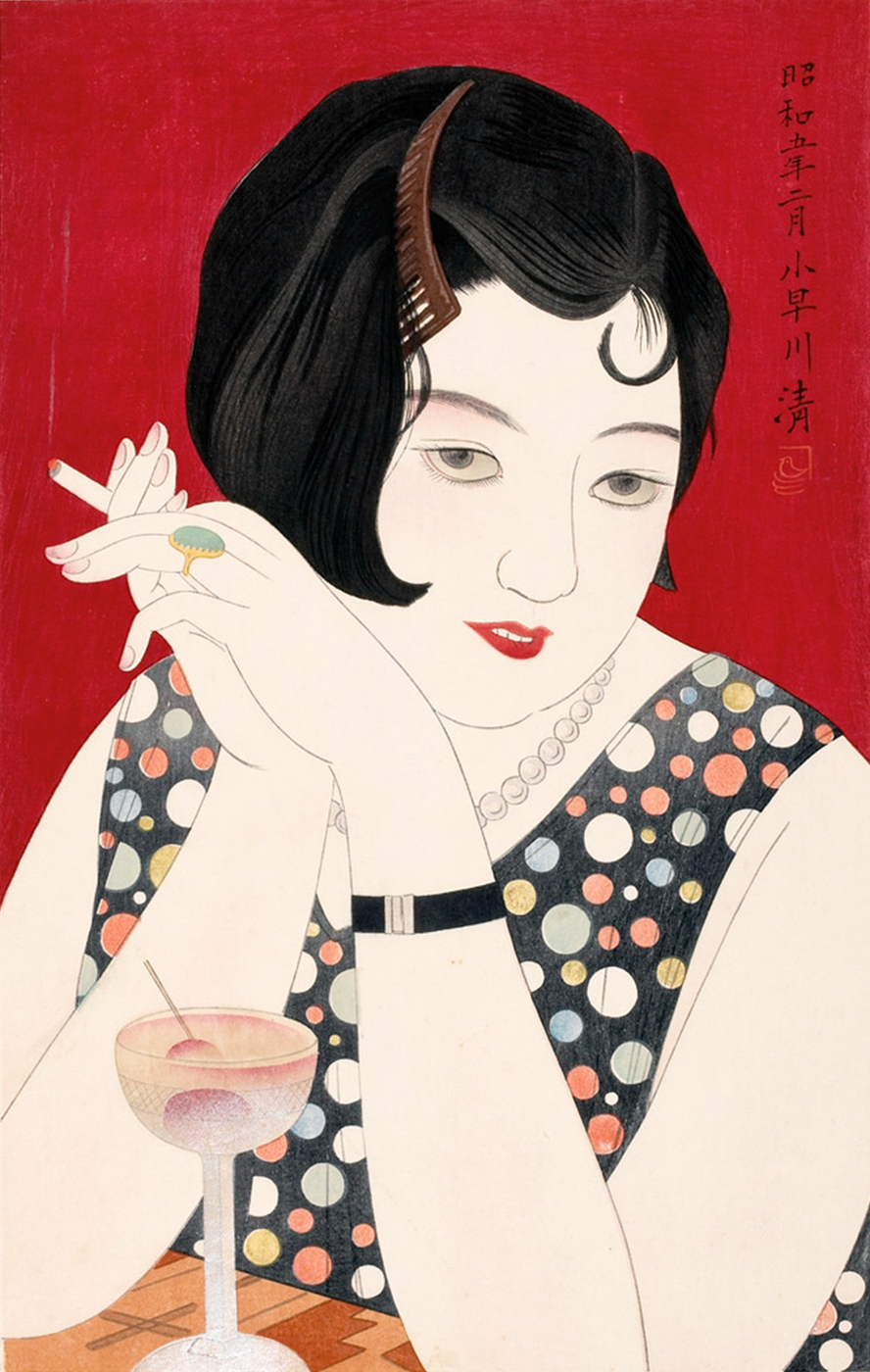
『ほろ酔ひ』小早川清画
（1930年）

モボ・モガとは、それぞれ「モダンボーイ」（modern boy）、「モダンガール」（modern girl）の略語。1920年代（大正9年から昭和4年まで）の都会に、西洋文化の影響を受けて新しい風俗や流行現象に現れた、当時は先端的な若い男女のことを、主に外見的な特徴を指してこう呼んだ。戦前の日本の若者文化では、最も有名な例である。「モダンガール」の語の発案者は新居格だという説もある。

## 時代背景・社会風俗など

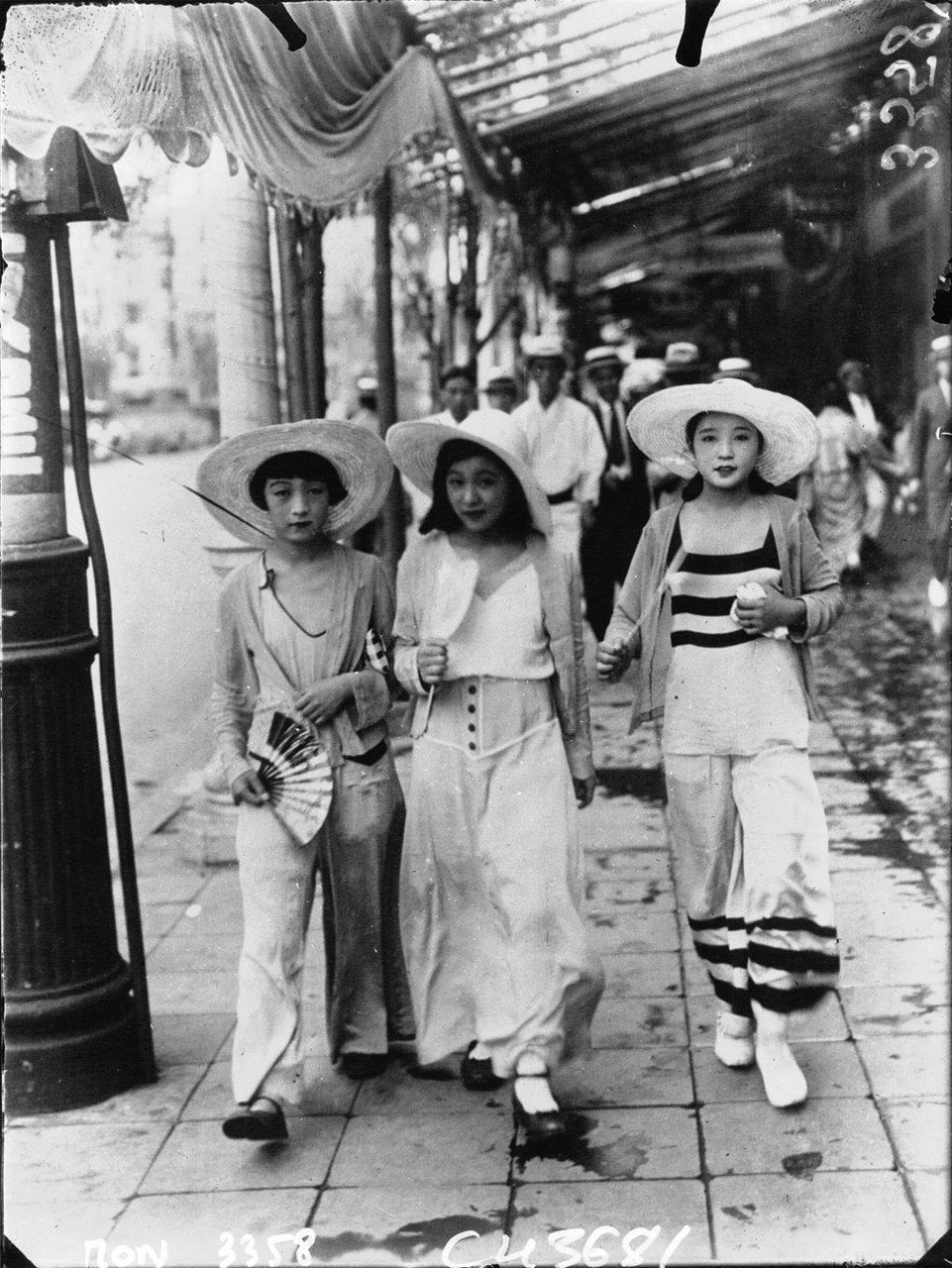
銀座通りを闊歩するモダンガール
（1928年撮影）

大正年間は、日本が連合国の一員として参戦し、戦勝国となった第一次世界大戦にて日本の国益が大きく増進し、主な戦場であったヨーロッパから遠かったため、戦争状態に置かれた連合国への民需、軍需双方の輸出が増大したこともあり、「戦勝国と中立国両方の利益を得た」と言われた。
国内事情も大戦景気に沸き、消費文化や流行の輸入品（舶来品）が旺盛な消費活動を刺激し、また機械化・合理化された産業発展が女性の社会進出を促し「職業婦人」も加速度的に増加していった。
上流階級の正装として高価で限定された従来の洋装が、産業の機械化と購買力をもった職業婦人とともに若い男女に広がるようになり、イギリスをはじめとするヨーロッパの先進国やアメリカ合衆国の流行の輸入品や風俗の一部を取り入れるようになった。
この時期、「大正デモクラシー」の時流に乗って、男性に限られてはいるがヨーロッパでもまだ多くの国で取り入れられていなかった普通選挙が実施され、教育の分野においては大正自由教育運動がおこり、かつては一部高等子弟にだけ許された高等教育が徐々に一般庶民へも拡大し、個人の自由や自我の拡大が叫ばれ、進取の気風と称して明治の文明開化以来の西洋先進文化の摂取が尊ばれた。
新しい教育の影響も受け、伝統的な枠組にとらわれないモダニズム（近代化推進）の感覚をもった青年男女らの新風俗が、近代的様相を帯びつつある都市を闊歩し脚光を浴びるようになった。
ただし、珍奇な恰好をするのは「ろくな人間ではない」という考えの保守的な一般庶民や田舎の視線からは、洋風の異装をにわかに身に付けた習慣をひけらかす軽薄な風潮だという世間の顰蹙もまた広まった。1928年（昭和3年）に実施された普通選挙の実施により議会制民主主義が根付き、自由な気風が続くかと思われたものの、昭和10年代前半（1930年代後半）に入ると、世界恐慌の影響と支那事変勃発による戦時体制化の中で、こうした華美な風俗は抑制されて姿を潜める結果になった。

## 「モボ」「モガ」の特徴
男女を問わず、「モダンであること」が最大の特徴である。

### ファッション
モボ
山高帽子・ロイド眼鏡・セーラーパンツ・細身のステッキなどが当時の広告などから見て取れる。また、ボードビリアン・二村定一や喜劇俳優・榎本健一の歌『洒落男』の訳詞（詞：坂井透）にも「俺は村中で一番モボだといわれた男（中略）そもそもその時のスタイル／青シャツに真赤なネクタイ／山高シャッポにロイド眼鏡／ダブダブなセーラーのズボン（後略）」とある。
モガ
服装は原則として洋服で、スカート丈はひざ下、ミディアムからロング（当時はこれでも十分短かった）。その他、クロッシェ（釣鐘型の帽子）・ショートカット（「結い髪でなく断髪」の意。いまで言うボブカット）・引眉・ルージュや頬紅などが特徴的（当時、まだ化粧の習慣は一般的ではなかった）。パーマネント・マニキュアなどは昭和に入ってからの流行となる。断髪の髪型は「毛断（モダン）」と呼ばれたりした。その他、フランソワ・コティの香水も好んで使われた。
海外女優のコリーン・ムーア、ノーマ・シアラー、ジョーン・クロフォード、クララ・ボウ、ルイーズ・ブルックスなどの影響を受けたファッションである。

## 関連人物
- 新居格
- 永井荷風
- 谷崎潤一郎
- 江戸川乱歩
- 古川ロッパ
- 榎本健一
- 竹久夢二
- 北林透馬
- 高畠華宵
- 高木徳子
- 小森和子
- 筑波雪子
- メイ牛山 (初代)

## 団体・商品・場所
- 浅草公園六区
- 浅草オペラ
- カジノ・フォーリー
- カフェー (風俗営業)
- 銀座
- 横浜
- 軽井沢
- ダットサン
- 丹頂チック
- 大大阪時代